# Dicranolepis disticha
Dicranolepis disticha är en tibastväxtart som beskrevs av Jules Émile Planchon. Dicranolepis disticha ingår i släktet Dicranolepis och familjen tibastväxter. Inga underarter finns listade i Catalogue of Life.